# Gerstaeckerella leonina
Gerstaeckerella leonina is een insect uit de familie van de Mantispidae, die tot de orde netvleugeligen (Neuroptera) behoort. 
Gerstaeckerella leonina is voor het eerst wetenschappelijk beschreven door Navás in 1930.